# ニセコ湯本温泉
ニセコ湯本温泉（ニセコゆもとおんせん）は、北海道磯谷郡蘭越町にある温泉で、ニセコ温泉郷の一つ。

## 泉質
- 単純硫黄泉 - 硫黄泉・鉄鉱泉
  - 源泉温度52.2 - 56.5℃
  - 乳白色と金色（黄緑色が掛かって見える）を有する温泉で、苦味がある。
  - ネックレスなどの貴金属をつけたまま入浴すると酸化によって黒ずむため、外す必要がある。

## 温泉街
大湯沼のすぐ上に立地する蘭越町営の国民宿舎「雪秩父」、他に旅館・ペンションが各1軒の合計3軒の宿泊・入浴施設がある。国民宿舎の名称は、秩父宮雍仁親王が青年将校時代の1928年、ニセコにスキーに来たことに由来する。

## 歴史
- 1958年（昭和33年）11月1日 - 厚生省告示第327号により、ニセコ温泉郷の一部として国民保養温泉地に指定。
- 1967年（昭和42年） - 「雪秩父」が開業。

## アクセス
- JR北海道函館本線ニセコ駅からニセコバスで約30分。